# Bill Engvall
William Ray "Bill" Engvall Jr. (Galveston, Texas; 27 de julio de 1957) es un comediante y actor estadounidense, más conocido por su trabajo como comediante stand-up, su firma «Here's Your Sign» y como miembro del grupo Blue Collar Comedy.

## Primeros años
Bill Engvall nació en Galveston, Texas. Después de graduarse de Richardson High School en Richardson, Texas, Engvall asistió a la Universidad Southwestern en Georgetown, Texas, con la intención de obtener una licenciatura y convertirse en profesor. Mientras estuvo en Southwestern, fue miembro del Capítulo Xi de la Orden Alpha Kappa. Engvall dejó la universidad sin graduarse y trabajó en una serie de trabajos, incluyendo guía turístico en Inner Space Caverns, y disc jockey en un club nocturno de Dallas, Texas. Mientras trabajaba como DJ del club, se aventuró por primera vez a la comedia de stand-up en noches de micrófono amateur y abierto en Dallas.

## Carrera
En 1990, Bill Engvall se mudó al sur de California para dedicarse a tiempo completo a su comedia. La temprana notoriedad provino de la presentación del programa de televisión por cable A Pair of Jokers con Rosie O'Donnell y una aparición en The Golden Girls, donde interpretó a Matthew, el hijo de Blanche, un corredor de bolsa convertido en aspirante a comediante. Otras apariciones tempranas incluyeron la presentación de An Evening at The Improv de A&E Network así como las rutinas de stand-up en The Tonight Show y Late Show with David Letterman.
Un avance de la carrera sucedió en 1992 cuando Engvall fue nombrado Mejor Hombre en Stand Up en los American Comedy Awards. Apareció como Matthew Devereaux, el hijo de Blanche Devereaux en un episodio de The Golden Girls en 1993. Su primer papel como regular de la serie llegó poco después cuando fue seleccionado para la serie Delta de ABC, protagonizada por Delta Burke. Sin embargo, el show solo duró una temporada y Engvall volvió a hacer las rondas de los clubes de comedia y la aparición ocasional en televisión hasta 1996 cuando fue seleccionado junto con su compañero cómico y mejor amigo Jeff Foxworthy en la versión de NBC de The Jeff Foxworthy Show. Firmado por Warner Bros. Records en 1996, Engvall lanzó la primera de una serie de álbumes de comedia de gran éxito, Here's Your Sign, basada en su etapa escénica. El álbum fue certificado como Platino y alcanzó el puesto 5 en la lista de álbumes de Billboard Country, gracias en parte al sencillo y video del mismo título en el que colaboró con el cantante de country Travis Tritt. Ocho álbumes de comedia más seguidos fueron lanzados incluyendo Dorkfish en 1998, y el más reciente, Aged and Confused en 2009.
En 2011, también asistió al evento NASCAR After The Lap en Las Vegas.

### Blue Collar Comedy Tour
En 2000, Jeff Foxworthy y Engvall lanzaron el primero de 6 Blue Collar Comedy Tours. Las giras también contaron con la presencia de Ron White y Larry the Cable Guy, y fueron en gran parte responsables de su éxito. Cada uno de los 6 años de la gira fue muy exitoso y generó 3 películas, un programa de radio por satélite y un programa de televisión titulado Blue Collar TV en The WB Network.

### Presentador de programas de concursos
El 6 de junio de 2011, Engvall comenzó un nuevo capítulo en su carrera al hacerse cargo del relanzamiento de Lingo en GSN. Según una entrevista en la revista American Profile, Engvall dijo que aprovechó la oportunidad para presentar el programa, citando la diversión que su amigo Foxworthy tuvo como anfitrión de Are You Smarter Than a 5th Grader?. Engvall había sido fanático de Lingo cuando salió al aire unos años antes de finalizar en 2007, admitiendo que su esposa siempre lo golpeaba con las respuestas. Cuando se le preguntó si había algún plan para que sus amigos aparezcan en Lingo, Foxworthy o Larry The Cable Guy, él respondió: «¡Nunca se sabe! Me encantaría tenerlos en el programa porque sería una maravilla. Realmente me encantaría».

### Dancing with the Stars
En 2013, Engvall fue anunciado como concursante en la temporada 17 de Dancing with the Stars, emparejado con la bailarina profesional Emma Slater. Durante la temporada, los jueces generalmente colocaron a Engvall y Slater en la parte inferior de la tabla de clasificación, pero una gran cantidad de fanáticos los mantuvo en la competencia, lo que resultó que concursantes de mayor puntuación, Christina Milian, Snooki, Brant Daugherty, Elizabeth Berkley y Leah Remini fueron eliminados en lugar de él.
El 18 de noviembre, Engvall y Slater llegaron a la final, junto con Amber Riley, Jack Osbourne y Corbin Bleu. Los dos terminaron en el cuarto puesto.

## Vida personal
Bill y Gail Engvall (nacida el 5 de agosto de 1960) han estado casados desde el 18 de diciembre de 1982. Tienen una hija llamada Emily (nacida en 1986), graduada en 2008 de la Universidad de Puget Sound, así como un hijo, Travis (nacido 25 de junio de 1991), un graduado de 2015 de Universidad del Norte de Arizona; ambos se mencionan a menudo durante sus rutinas. Engvall reside en el sur de California cuando no está de gira y mantiene un blog para Los Angeles Angels of Anaheim en el sitio web de Fox Sports West.

## Discografía

### Álbumes
| Título                                                               | Detalles del álbum                                                             | Posición más alta | Posición más alta | Posición más alta | Certificaciones (umbrales de ventas) |
| Título                                                               | Detalles del álbum                                                             | EUA Country       | EUA               | EUA Comedy        | Certificaciones (umbrales de ventas) |
| -------------------------------------------------------------------- | ------------------------------------------------------------------------------ | ----------------- | ----------------- | ----------------- | ------------------------------------ |
| Here's Your Sign                                                     | - Fecha de lanzamiento: 28 de mayo de 1996 - Sello: Warner Bros. Records       | 5                 | 50                | —                 | - EUA: Platino                       |
| Dorkfish                                                             | - Fecha de lanzamiento: 13 de octubre de 1998 - Sello: Warner Bros. Records    | 16                | 119               | —                 | - EUA: Oro                           |
| Here's Your Christmas Album                                          | - Fecha de lanzamiento: 28 de septiembre de 1999 - Sello: Warner Bros. Records | 44                | —                 | —                 |                                      |
| Now That's Awesome                                                   | - Fecha de lanzamiento: 22 de agosto de 2000 - Sello: BNA Records              | 14                | 133               | —                 |                                      |
| Cheap Drunk: An Autobiography                                        | - Fecha de lanzamiento: 24 de septiembre de 2002 - Sello: Warner Bros. Records | 37                | —                 | —                 |                                      |
| Here's Your Sign Reloaded                                            | - Fecha de lanzamiento: 11 de noviembre de 2003 - Sello: Warner Bros. Records  | 37                | —                 | 12                |                                      |
| A Decade of Laughs                                                   | - Fecha de lanzamiento: 26 de octubre de 2004 - Sello: Warner Bros. Records    | 27                | 183               | 1                 |                                      |
| 15° Off Cool                                                         | - Fecha de lanzamiento: 27 de febrero de 2007 - Sello: Warner Bros. Records    | 16                | 93                | 1                 |                                      |
| Aged and Confused                                                    | - Fecha de lanzamiento: 6 de octubre de 2009 - Sello: Warner Bros. Records     | 29                | 159               | 2                 |                                      |
| Them Idiots: Whirled Tour (con Jeff Foxworthy y Larry the Cable Guy) | - Fecha de lanzamiento: 13 de marzo de 2012 - Sello: Warner Bros. Records      | 45                | —                 | 1                 |                                      |
| Ultimate Laughs                                                      | - Fecha de lanzamiento: 9 de marzo de 2014 - Label: Warner Bros. Records       |                   |                   |                   |                                      |
| "—" Denota los lanzamientos que no alcanzaron las listas             |                                                                                |                   |                   |                   |                                      |

Notas
1. ↑  Here's Your Sign  también alcanzó su punto máximo en el número 3 en Top Heatseekers.
2. ↑  Here's Your Christmas Album también alcanzó su punto máximo en el número 33 en Top Holiday Albums. Fue relanzado en 2005.
3. ↑  A Decade of Laughs fue el primer álbum número uno en el debut en 2004 de la lista de Billboard «Top Comedy Albums».

### Sencillos
| Año                                                      | Sencillo                                                            | Posición más alta | Posición más alta | Posición más alta | Álbum                   |
| Año                                                      | Sencillo                                                            | EUA Country       | EUA               | CAN Country       | Álbum                   |
| -------------------------------------------------------- | ------------------------------------------------------------------- | ----------------- | ----------------- | ----------------- | ----------------------- |
| 1997                                                     | «Here's Your Sign (Get the Picture)» (con Travis Tritt)             | 29                | 43                | 72                | —                       |
| 1997                                                     | «Warning Signs» (con John Michael Montgomery)                       | 56                | —                 | —                 | —                       |
| 1998                                                     | «It's Hard to Be a Parent»                                          | 72                | —                 | —                 | —                       |
| 1998                                                     | «I'm a Cowboy»                                                      | 60                | —                 | —                 | Dorkfish                |
| 1998                                                     | «Here's Your Sign Christmas»                                        | 50                | —                 | —                 | Dorkfish                |
| 1999                                                     | «Hollywood Indian Guides»                                           | 72                | —                 | —                 | —                       |
| 2000                                                     | «Blue Collar Dollar» (con Jeff Foxworthy y Marty Stuart)            | 63                | —                 | —                 | Blue Collar Comedy Tour |
| 2000                                                     | «Now That's Awesome» (con Neal McCoy, Tracy Byrd y T. Graham Brown) | 59                | —                 | —                 | Now That's Awesome      |
| 2000                                                     | «Shoulda Shut Up» (con Julie Reeves, sin acreditar)                 | 71                | —                 | —                 | Now That's Awesome      |
| "—" Denota los lanzamientos que no alcanzaron las listas |                                                                     |                   |                   |                   |                         |

### Otras canciones
| Año  | Sencillo                                 | Posición más alta | Álbum                       |
| Año  | Sencillo                                 | US Country        | Álbum                       |
| ---- | ---------------------------------------- | ----------------- | --------------------------- |
| 1999 | «Here's Your Sign Christmas» (reentrada) | 39                | Here's Your Christmas Album |
| 2000 | «Here's Your Sign Christmas» (reentrada) | 46                | Here's Your Christmas Album |

### Vídeos musicales
| Aó   | Vídeo                                                    | Director       |
| ---- | -------------------------------------------------------- | -------------- |
| 1997 | «Here's Your Sign (Get the Picture)» (con Travis Tritt)  | Jim Yukich     |
| 1997 | «Warning Signs» (con John Michael Montgomery)            | Peter Zavadil  |
| 1998 | «I'm a Cowboy»                                           | Peter Zavadil  |
| 1998 | «Here's Your Sign Christmas»                             | Peter Zavadil  |
| 1999 | «Hollywood Indian Guides»                                | Peter Zavadil  |
| 2000 | «Blue Collar Dollar» (con Jeff Foxworthy y Marty Stuart) | Thomas Smugala |
| 2000 | «Now That's Awesome»                                     | Peter Zavadil  |

## Lista de trabajos

### Filmografía
| Año           | Título                                    | Papel                             | Notas                           |
| ------------- | ----------------------------------------- | --------------------------------- | ------------------------------- |
| 1982          | Split Image                               | Estudiante                        |                                 |
| 1984          | Not for Publication                       | Segundo fotógrafo                 |                                 |
| 1990          | Designing Women                           | Bill                              | Episodio: «Tough Enough»        |
| 1992–1993     | Delta                                     | Buck Overton                      | 17 episodios                    |
| 1993          | The Golden Palace                         | Matthew Devereaux                 | Episodio: «Say Goodbye, Rose»   |
| 1996–1997     | The Jeff Foxworthy Show                   | Bill Pelton                       | 14 episodios                    |
| 2003          | Blue Collar Comedy Tour: The Movie        |                                   |                                 |
| 2004          | Blue Collar Comedy Tour Rides Again       |                                   |                                 |
| 2004          | Here's Your Sign                          |                                   | En vivo                         |
| 2004–2006     | Blue Collar TV                            | Various                           | 47 episodios                    |
| 2005          | Mobile Home Disaster                      |                                   |                                 |
| 2006          | Blue Collar Comedy Tour: One For the Road |                                   |                                 |
| 2006–presente | Country Fried Home Videos                 | Presentador                       |                                 |
| 2007          | Padre de familia                          | Duke Dillon (voz)                 | Episodio: «Boys Do Cry»         |
| 2007          | Delta Farce                               | Bill Little                       |                                 |
| 2007–2009     | The Bill Engvall Show                     | Bill Pearson                      | 31 episodios                    |
| 2008          | Country Fried Planet                      |                                   |                                 |
| 2008, 2015    | Celebrity Family Feud                     |                                   |                                 |
| 2008          | Bait Shop                                 | Bill Dugan                        | Vídeo                           |
| 2009          | Strawberry Wine                           |                                   |                                 |
| 2009          | Cowboy Dreams                             | Bill                              | Cortometraje                    |
| 2009          | All's Faire in Love                       | Sr. Mendelson                     |                                 |
| 2009          | CMT Music Awards                          | Presentador                       |                                 |
| 2010          | Leverage                                  | Duke Penzer                       | Episodio: «The Boost Job»       |
| 2010          | Bed & Breakfast: Love is a Happy Accident | Pete Sullivan                     |                                 |
| 2011          | Lingo                                     | Presentador                       |                                 |
| 2011          | Hawthorne                                 | Det. James 'Jimmy' Dupree         | 3 episodios                     |
| 2012          | Kiss at Pine Lake                         | Frank McDowell                    | Película de televisión          |
| 2013          | Bounty Hunters                            | Bill                              | 12 episodios                    |
| 2014          | Do It Yourself                            | Dale                              | Película de televisión          |
| 2015          | Who Wants to Be a Millionaire             |                                   |                                 |
| 2015          | Sharknado 3: Oh Hell No!                  | Gary Martin Hays                  | Película de televisión          |
| 2015          | Catching Faith                            | Entrenador Z                      |                                 |
| 2015–2016     | Celebrity Name Game                       | Él mismo                          | 3 episodios con Nicole Sullivan |
| 2016          | Hell's Kitchen                            | Él mismo / Patrón del restaurante | Episodio: «8 Chefs Compete»     |
| 2016          | The Neighbor                              | Troy                              |                                 |
| 2016          | Wish For Christmas                        | Santa                             |                                 |
| 2016          | Last Man Standing                         | Reverendo Paul                    | 2 episodios                     |
| 2017          | Mr. Invincible                            | Eddie King                        | En post-producción              |